# Jakob Eriksson (botaniker)
Jakob Eriksson, född 30 september 1848 i Limhamn, Hyllie socken, Malmöhus län, död 26 april 1931, var en svensk botaniker och lantbruksvetenskaplig författare. Han var gift med Hilma Knutsson. De var föräldrar till Folke och Elof Eriksson.

## Biografi
Eriksson blev student vid Lunds universitet 1867 samt filosofie doktor och docent i botanik där 1874. Han blev därefter anställd som lärare och förordnades 1875 till adjunkt vid Nya elementarskolan i Stockholm och förenade från 1876 denna befattning med den som botaniker och växtfysiolog vid Lantbruksakademiens experimentalfält. Sedan riksdagen höjt anslaget till sistnämnda institution, lämnade han lärarbanan och övergick 1885 med professors titel till experimentalfältet. Han var från 1906 till 1913 föreståndare för avdelningen för lantbruksbotanik av den till Experimentalfältet förlagda Centralanstalten för försöksväsendet på jordbruksområdet.
Under ett stort antal resor till utlandet lärde Eriksson känna flertalet av de främsta institutioner som ägnade sig åt att genom botaniska undersökningar gagna lantbruket och närstående näringar. Vid Experimentalfältet inrättade han ett växtfysiologiskt laboratorium, från vilket ett stort antal publikationer utgick, offentliggjorda i Centralanstaltens Meddelanden. Flertalet av dessa, jämte flera utgivna typsamlingar, gick ut på dels att utreda svenska kulturväxters former, dels också att vidga kännedomen om dessa växters farligaste fiender, parasitsvamparna. Laboratoriet var inrymt i bottenvåningen på Erikssons villa på Experimentalfältet. Den står ännu kvar, bakom Stockholms Universitets bibliotek och kallas nu för Gula Villan.
Eriksson blev ledamot 1893 av Lantbruksakademien, 1913 hedersledamot, samt 1901 ledamot av Vetenskapsakademien och av Fysiografiska sällskapet i Lund. 1915–1916 var han preses i Vetenskapsakademien.

## Publikationer
Sina fleråriga undersökningar över rostsvamparna sammanförde Eriksson i det tillsammans med lektor Ernst Henning utgivna verket Die Getreideroste (1896; 14 tavlor) samt i ett av Eriksson ensam författat sammandrag och tillägg med titeln: Hvad är sädesrost och hvad kan göras mot densamma? (1896). Senare fortsatte Eriksson sina undersökningar av olika sorters rostsvampar och även andra parasitsvampar, mestadels publicerade först i Lantbruksakademiens handlingar. Han skrev också Über das vegetative Leben der Getreiderostpilze (Vetenskapsakademiens handlingar del 37-39; 1904-1905), Landtbruksväxternas svampsjukdomar (1910), Der Malvenrost (i Vet. akad:s handl., band 47, 1911) och Jacob Georg Agardh, Minnesord (i Lefnadsteckningar öfver Vetenskapsakademiens ledamöter, band V, 1917) samt (i förening med Axel Pihl) redigerade planschverket Svenska fruktsorter (1899–1912).
Vid sidan av dessa arbeten utförde Eriksson undersökningar av mera rent teoretisk art. Exempelvis studerade han ärtväxternas rotknölar, genomförde försök över den s. k. intramolekylära andningen samt utgav 1882-1895 tio faskiklar av Fungi parasitici scandinavici exsiccati (innehållande 500 nummer parasitsvampar). Han skrev också artiklar i Nordisk familjebok.

## Mykoplasmahypotesen
Under början av 1900-talet försökte Eriksson förklara sädesrostsvampens uppträdande genom sin mykoplasmahypotes. Enligt denna skulle rostsvampen vissa tider föra ett latent liv i värdväxtens celler, varvid dess plasma skulle förekomma i en egendomlig förening med värdplantans plasma, s. k. mykoplasma. Uppträdandet av rostfläckar under rostepidemin skulle bl.a. bero därpå, att svampen trätt ut ur sitt mykoplasma-stadium som självständig svamp. Denna teori vann dock inget allmänt stöd hos Erikssons samtida forskarkollegor.